# Tony Lally
Anthony „Tony“ Lally (* 26. Oktober 1953 in Dublin) ist ein ehemaliger irischer Radrennfahrer und nationaler Meister im Radsport.

## Sportliche Laufbahn
Lally war Straßenradsportler und Teilnehmer der Olympischen Sommerspiele 1980 in Moskau. Im olympischen Straßenrennen schied er aus.
Er gewann die nationale Meisterschaft im Straßenrennen 1977 und 1978. 1972 wurde er Vize-Meister hinter Noel Teggart, 1983 hinter John McQuaid. 1974 gewann er die Tour of Ireland. 1976 und 1981 holte er jeweils zwei Etappensiege in der Rundfahrt. In Irland gewann er eine Reihe von Eintagesrennen und kürzeren Rundfahrten.
1984 übersiedelte er nach Australien, lebte in Sydney und arbeitete in der Versicherungsbranche.

## Familiäres
Sein Vater Mick Lally und seine älteren Brüder Sean Lally und Jimmy Lally waren ebenfalls Radrennfahrer.